# Transaktionsomkostning
Transaktionsomkostninger er kort fortalt omkostninger ved at foretage en handel (en transaktion). Mere formelt er det en "omkostning, som er forbundet med overførsel af ejerskab, herunder ved organisering, tilpasning og regulering af ydelser på markedet", som det er blevet formuleret af Nobelpristageren i økonomi Oliver Williamson i 1979, baseret på en anden Nobelpristager Ronald Coases arbejde fra 1937.
Transaktionsomkostninger kan opdeles i tre brede kategorier:
- Søge- og informationsomkostninger er omkostninger forbundet med at bestemme, om det ønskede gode er tilgængeligt på markedet, hvor den laveste pris findes, osv.
- Forhandlingsomkostninger er de omkostninger, som anvendes for at opnå en acceptabel aftale med modparten i transaktionen, skrive en passende kontrakt osv.
- Overvågnings- og håndhævelsesomkostninger er omkostninger, som foretages for at sikre, at modparten overholder aftalen, eller for at reagere på passende vis (ofte via retssystemet), hvis det viser sig, at han ikke gør det.

For eksempel kan en køber af en brugt bil opleve forskellige transaktionsomkostninger. Søgeomkostningerne er omkostningen ved at finde en bil og fastslå bilens tilstand. Forhandlingsomkostningerne er omkostningen ved at forhandle en pris med sælgeren. Overvågnings- og håndhævelsesomkostningerne er omkostningen ved at sikre, at sælgeren leverer bilen i den aftalte stand.

## Historie
Begrebet "transaktionsomkostning" tilskrives ofte Ronald Coase, som brugte det til at udvikle en teoretisk ramme for at forudsige, hvornår bestemte økonomiske tiltag ville blive udført indenfor en virksomhed, og hvornår e ville blive udført på et marked (dvs. udliciteret til en ekstern partner). Imidlertid findes selve begrebet ikke i Coases arbejde før 1970'erne. Selvom han ikke anvendte det specifikke begreb, diskuterede Coase "omkostninger ved at bruge prismekanismen" i sin skelsættende artikel The Nature of the Firm fra 1937, hvor han først diskuterede begrebet. I 1960 refererede han til "omkostninger ved markedstransaktioner" i værket "The Problem of Social Cost".
Begrebet blev formodentlig først og fremmest almen kendt som følge af Oliver Williamsons værk Transaction Cost Economics. I dag bruges transaktionsomkostningsteori til at forklare en række forskellige former for adfærd. Ofte er de betragtede transaktioner ikke kun de oplagte tilfælde, hvor en vare bliver købt eller solgt, men også dagligdags følelsesmæssige udvekslinger, uformelle adfærdsmønstre mv.

## Transaktionsomkostninger som en markedsfejl
En af forudsætningerne bag det vigtige mikroøkonomiske begreb fuldkommen konkurrence, der udgør en hjørnesten i traditionel mikroøkonomi, er, at der ikke er transaktionsomkostninger på markedet. Transaktionsomkostninger er dermed en markedsfejl - er der transaktionsomkostninger på et marked, vil konklusionerne fra en fuldkommen konkurrence-økonomi generelt ikke holde. Det har betydning for de velfærdsøkonomiske resultater i en markedsøkonomi.